# Vallée de Kaʻaʻawa
La vallée de Kaʻaʻawa, en anglais Kaʻaʻawa Valley, est une petite vallée des États-Unis située à Hawaï, sur la côte Nord-Est d'Oahu, à proximité de Kaaawa. Ses flancs boisés et très escarpés formant par endroits des falaises encadrent des prairies faisant partie du ranch de Kualoa.

## Dans la culture
Ses paysages ont servi de cadre à certaines scènes des films Amour et Amnésie, George de la jungle, Godzilla, Jumanji : Bienvenue dans la jungle[réf. nécessaire], Jurassic Park,, Jurassic World[réf. nécessaire], Kong: Skull Island[réf. nécessaire], Monsieur Joe, Pearl Harbor[réf. nécessaire], Windtalkers : Les Messagers du vent et des séries télévisées Hawaii 5-0 et Lost : Les Disparus.
Certains éléments des films comme l'arbre abattu sous lequel se réfugient les personnages dans Jurassic Park ou les empreintes reptiliennes géantes de Godzilla sont encore visibles et constituent des attractions touristiques incluses dans des circuits guidés.

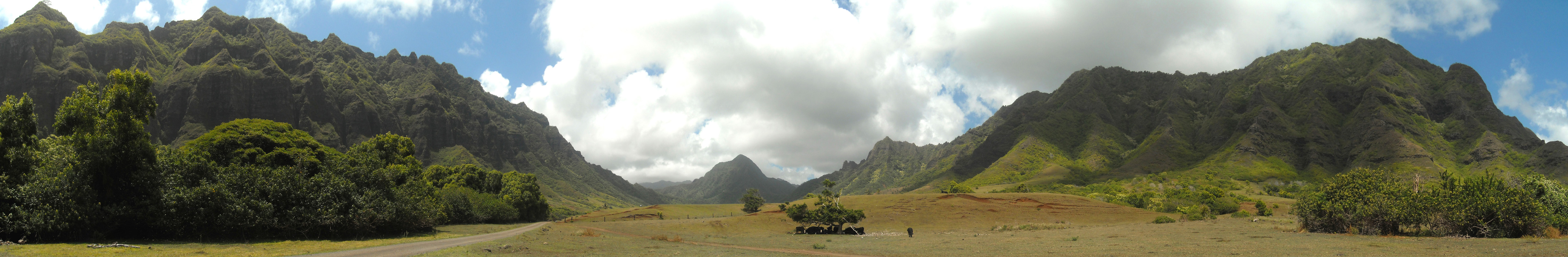
Vue panoramique de la vallée de Kaʻaʻawa depuis la côte.